# 柏倉康治
柏倉 康治（かしわぐら やすはる、1977年7月 - ）は、日本の薬学者（医療薬学・臨床製剤学）、薬剤師。学位は博士（医療薬学）（静岡県立大学・2014年）。静岡県立大学薬学部講師・大学院薬学研究院講師。
亀田総合病院薬剤部副主任などを歴任した。

## 概要
医療薬学、臨床製剤学を専攻する薬学者である。医療費の原価分析に基づいた薬剤開発や、後発医薬品の評価などで知られている。亀田総合病院にて薬剤師として勤務したのち、静岡県立大学にて教鞭を執った。

## 来歴

### 生い立ち
1977年（昭和52年）7月に生まれた。同名の学校法人により設置・運営される昭和大学に進学し、薬学部の薬学科にて学んだ。2002年（平成14年）3月、昭和大学を卒業した。それに伴い、学士（薬学）の学位を取得した。さらに昭和大学の大学院に進学し、薬学研究科にて学んだ。2004年（平成16年）3月、昭和大学の大学院における修士課程を修了した。それに伴い、修士（薬学）の学位を取得した。

### 薬学者として
薬剤師国家試験に合格しており、大学院修了後は薬剤師として活動した。鉄蕉会が設置・運営する亀田総合病院に採用され、2004年（平成16年）4月より薬剤部に勤務した。2010年（平成22年）4月には、亀田総合病院の薬剤部にて副主任に昇任した。その傍ら、県と同名の公立大学法人により設置・運営される静岡県立大学の大学院に進学し、薬学研究科にて学んだ。薬学研究科においては、並木徳之が主宰する研究室に在籍した。大学院に在学中、「院内製剤レボチロキシン坐剤の調製と評価」と題した博士論文を執筆した。2014年（平成26年）3月、静岡県立大学の大学院における博士課程を修了した。それに伴い、博士（医療薬学）の学位を取得した。2014年（平成26年）9月、母校である静岡県立大学に採用され、薬学部の講師に就任した。薬学部においては、主として薬学科の講義を担当し、実践薬学分野を受け持った。また、静岡県立大学の大学院においては、薬学研究院の講師を兼務した。静岡県立大学の大学院の一部には研究院・学府制が導入されており、大学院では薬食生命科学総合学府の講義を担当し、実践薬学教室を受け持った。

## 研究
専門は薬学であり、特に医療薬学、臨床製剤学、といった分野の研究に従事していた。具体的には、医療費の原価を分析し、それに基づいた薬剤の開発に取り組んだ。また、ジェネリック医薬品の臨床評価に取り組んだ。さらに、菓子様製剤、口腔内崩壊錠、プレミクスト注射剤の開発や臨床評価に取り組んだ。加えて、個別の医薬品について適正な使用を図るため、薬物の動態や作用の解析を行った。
学術団体としては、日本薬学会、日本褥瘡学会、日本薬剤学会、日本核医学会、日本病院薬剤師会、日本医療薬学会、などの団体に所属した。

## 略歴
- 1977年 - 誕生[4]。
- 2002年 - 昭和大学薬学部卒業[5]。
- 2004年 - 昭和大学大学院薬学研究科修士課程修了[5]。
- 2004年 - 亀田総合病院薬剤部薬剤師[3]。
- 2010年 - 亀田総合病院薬剤部副主任[3]。
- 2014年 - 静岡県立大学大学院薬学研究科博士課程修了[5]。
- 2014年 - 静岡県立大学薬学部講師[3]。
- 2014年 - 静岡県立大学大学院薬学研究院講師。

### 註釈
1. ↑  静岡県立大学大学院薬学研究科は、生活健康科学研究科と統合・再編され、2012年に薬学研究院、食品栄養環境科学研究院、薬食生命科学総合学府が設置された。

## 関連人物
- 内田信也 (薬学者)
- 並木徳之
- 三浦基靖